# Rúben Fernandes
Rúben Miguel Marques dos Santos Fernandes, plus communément appelé Rúben Fernandes, est un footballeur portugais né le 6 mai 1986 à Portimão au Portugal. Il évolue au poste de défenseur au Gil Vicente FC.

## Biographie
Avec le club d'Estoril Praia, il participe à la Ligue Europa, et inscrit un but face au FC Séville.